# Бендина Михайло Іванович
Бендина Михайло Іванович (22 листопада 1921, с. Раделичі, тепер Миколаївська міська громада, Львівська область — 27 листопада 2009, м. Львів) — український військовий та громадсько-політичний діяч. Підпільник ОУН, вояк дивізії СС «Галичина».

## Життєпис
Народився 22 листопада 1921 року в сім'ї Івана Бендини та Розалії (з дому Вірт) у селі Раделичі, Миколаївського району, Львівської області. Навчався у сільській школі, а у 1936 році вступив до Львівської торговельної школи. По завершенні навчання працював у народній торгівлі та одночасно провадив комерційну діяльність.
У червні 1939 року вступив до лав ОУН (псевдо «Залізняк»).
У 1942 році зустрів свою майбутню дружину Марію Пугач і через рік, у серпні 1943 року, вони одружились і розпочали сімейне життя у Львові.
У вересні 1943 року вступив до дивізії «Галичина», проходив ившкіл у місті Кобленц. У першому ж бою під Бродами був поранений і потрапив до совєтського полону. На 18 липня була призначена страта, проте, коли солдати вели його на розстріл, рішення щодо його подальшої долі було змінено, військовий трибунал засудив до 25 років ув'язнення, яке відбував у Кемерово.
Здійснив утечу, добирався додому 10 днів. За допомогою товаришів по зброї, яких йому вдалось відшукати у Львівській області, отримав документи переселенця на прізвище Володимира Івановича Сенишина.
Планував приєднатися до УПА, проте побратими переконали, що він принесе більше користі, працюючи на офіційній роботі. Працював у канцелярії Городоцького районного відділу соціального забезпечення, а згодом обіймав посаду старшого інспектора.
У 1951 році по доносу був затриманий і засуджений до 25 років ув'язнення за статтею 54-1а. Заслання відбував в таборі в Сухобезводній у Горьківській області. У 1957 році підпав під амністію і повернувся до дружини до Львова. Працював у закладах охорони здоров'я на посаді головного бухгалтера.

### Заснування Галицького братство колишніх вояків 1-ї Української дивізії Галичина Української національної армії
У 1990 році в часі свого візиту до родини у США зустрівся з побратимами Ярославом Качаєм, Романом Данилюком та Юрієм Ференцевичем. Разом вони домовились про створення Братства колишніх вояків Дивізії «Галичина» в Україні, метою якого б стало вшанування пам'яті полеглих у визвольній боротьбі, встановлення історичної справедливості, систематизація захоронень полеглих та здобуття належного, почесного місця діяльності УД «Галичина» у сучасній історії України.
Початком діяльності стала публікація Михайлом у пресі 1 грудня 1991 року оголошення про налагодження контакту між колишніми вояками Дивізії «Галичина» в Україні. Будучи членом Крайової Управи Галицького Братства колишніх вояків 1-ї УД УНА з 19 листопада 1991 року, Михайло обіймав посаду Голови Львівської станиці Братства.
Помер 27 листопада 2009 року у Львові.